# Manganbeliankinita
La manganbeliankinita és un mineral de la classe dels òxids. Rep el nom per ser l'anàleg de manganès de la beliankinita.

## Característiques
La manganbeliankinita és un òxid de fórmula química (Mn,Ca)(Ti,Nb)₅O₁₂·9H₂O. La seva duresa a l'escala de Mohs oscil·la entre 2 i 2,5.
Segons la classificació de Nickel-Strunz, la manganbeliankinita pertany a «04.FM - Hidròxids amb H₂O +- (OH); sense classificar» juntament amb els següents minerals: franconita, hochelagaïta, ternovita, beliankinita, gerasimovskita, silhydrita i cuzticita.
L'exemplar que va servir per a determinar l'espècie, el que es coneix com a material tipus, es troba conservat a les col·leccions del Museu Mineralògic Fersmann, de l'Acadèmia de Ciències de Rússia, a Moscou (Rússia), amb el número de registre: vis6437.

## Formació i jaciments
Va ser descoberta a la pegmatita núm. 31 del mont Kedykverpakhk, al districte de Lovozero (óblast de Múrmansk, Rússia). També ha estat descrita al dipòsit de manganès de Tolovanu, a Suceava (Romania). Aquests dos indrets són els únics de tot el planeta on ha estat descrita aquesta espècie mineral.